# Nannophilus melanostictus
Nannophilus melanostictus är en mångfotingart som först beskrevs av Carl Graf Attems 1911.  Nannophilus melanostictus ingår i släktet Nannophilus och familjen småjordkrypare. Inga underarter finns listade i Catalogue of Life.